# (7900) Portule
(7900) Portule (1996 CV8) – planetoida z pasa głównego asteroid okrążająca Słońce w ciągu 3,42 lat w średniej odległości 2,27 j.a. Odkryta 14 lutego 1996 roku.